# Proagapete carissima
Proagapete carissima is een keversoort uit de familie boktorren (Cerambycidae). De wetenschappelijke naam van de soort is voor het eerst geldig gepubliceerd in 1845 door Newman.